# Osielsko (gromada)
Osielsko – dawna gromada, czyli najmniejsza jednostka podziału terytorialnego Polskiej Rzeczypospolitej Ludowej w latach 1954–1972.
Gromady, z gromadzkimi radami narodowymi (GRN) jako organami władzy najniższego stopnia na wsi, funkcjonowały od reformy reorganizującej administrację wiejską przeprowadzonej jesienią 1954 do momentu ich zniesienia z dniem 1 stycznia 1973, tym samym wypierając organizację gminną w latach 1954–1972.
Gromadę Osielsko z siedzibą GRN w Osielsku utworzono – jako jedną z 8759 gromad na obszarze Polski – w powiecie bydgoskim w woj. bydgoskim, na mocy uchwały nr 24/3 WRN w Bydgoszczy z dnia 5 października 1954. W skład jednostki weszły obszary dotychczasowych gromad Osielsko, Niwy i Niemcz ze zniesionej gminy Osielsko w tymże powiecie. Dla gromady ustalono 23 członków gromadzkiej rady narodowej.
1 stycznia 1959 do gromady Osielsko włączono osady Czarnówczyn i Zamczysko z gromady Fordon w tymże powiecie.
1 stycznia 1969 z gromady Osielsko wyłączono grunty o powierzchni ogólnej 88,00 ha, włączając je do miasta (na prawach powiatu) Bydgoszczy w tymże województwie.
1 stycznia 1972 do gromady Osielsko włączono sołectwa sołectwa Jarużyn, Mariampol, Pałcz-Łoskoń i Czarnówko ze zniesionej gromady Fordon oraz sołectwa Borzenkowo, Maksymilianowo, Smukała Dolna i Żołędowo ze zniesionej gromady Żołędowo w tymże powiecie.
Gromada przetrwała do końca 1972 roku, czyli do kolejnej reformy gminnej. 1 stycznia 1973 w powiecie bydgoskim reaktywowano gminę Osielsko.